# Oulad Sidi Ali Ben Youssef
Oulad Sidi Ali Ben Youssef (en àrab أولاد سيدي علي بن يوسف, Ūlād Sīdī ʿAlī ibn Yūsuf; en amazic ⵡⵍⴰⴷ ⵙⵉⴷⵉ ⵄⵍⵉ ⴱⵏⵢⵓⵙⴼ) és una comuna rural de la província d'El Jadida, a la regió de Casablanca-Settat, al Marroc. Segons el cens de 2014 tenia una població total de 10.032 persones.